# 盧布林地區奧斯特魯夫
盧布林地區奧斯特魯夫是波蘭的城鎮，位於該國東部，距離首府盧布林45公里，由盧布林省負責管轄，面積29.77平方公里，主要經濟活動是旅遊業，2006年人2,245。
51°30′N 22°51′E / 51.500°N 22.850°E